# Argyrostagma
Argyrostagma este un gen de molii din familia Lymantriinae.